# Daniel Zimmermann (personnalité politique)
Pour les articles homonymes, voir Daniel Zimmermann (homonymie) et Zimmermann.
Daniel Zimmermann, né le 3 mai 1982 à Düsseldorf, est un homme politique allemand du parti PETO. Il est maire (bourgmestre) de Monheim am Rhein, le plus jeune bourgmestre en Rhénanie-du-Nord-Westphalie.

## Carrière politique
Il a fondé le parti PETO avec trois amis en 1998,.  Il a été président du parti PETO jusque 2004.

## Œuvres
- „Ich kann Bürgermeister!“: Mit 27 Jahren Deutschland jüngstes Stadtoberhaupt. Fackelträger-Verlag, Köln,  (ISBN 978-3-7716-4460-4)[5],[6],[7].